# ロシア語版ウィキペディア

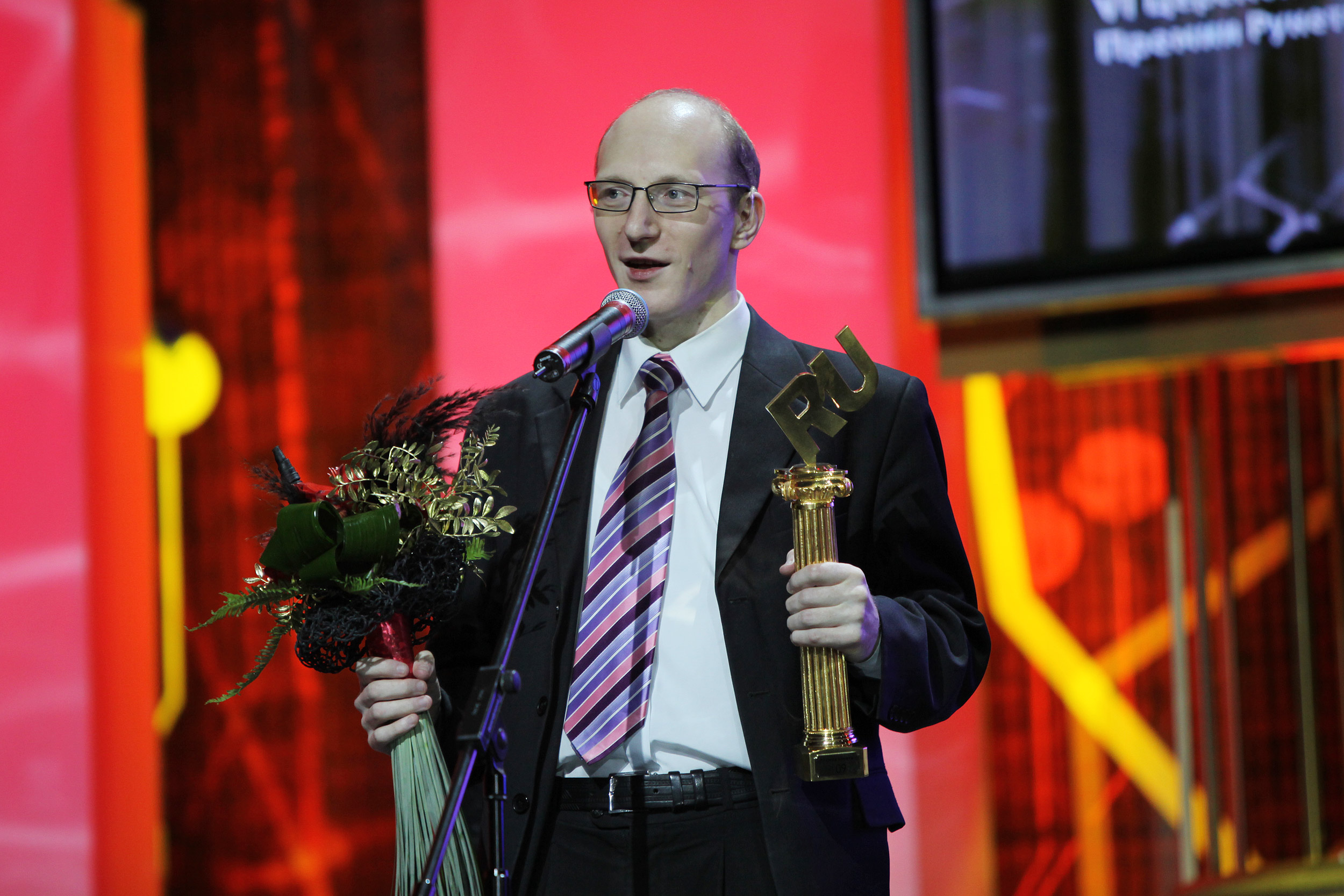
ロシア語版ウィキペディアは2009年にルニェト賞を受賞した。

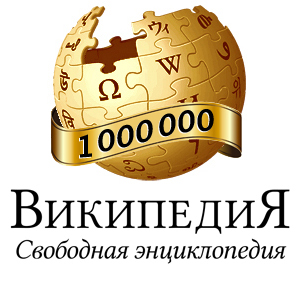
100万項目突破の記念ロゴ

ロシア語版ウィキペディア（ロシアごばんウィキペディア、ロシア語: Русская Википедия, ラテン文字転写: Russkaja Vikipjedija）は、フリー百科事典ウィキペディアのロシア語版である。2001年5月20日に開始。2006年8月16日に記事数10万に到達。2006年11月29日にはロシア政府から科学と教育に関するルニェト賞 (Премия Рунета) を与えられた。2008年3月17日、記事数は25万となり、3月19日には各言語のウィキペディア中では10番目の規模となった。
2009年6月16日には40万項目の大台を突破した。2022年3月8日 (火) 00:20 (UTC)現在、純記事数は1,800,803本であり第7位の規模を維持している。登録者は約313万7千人、活動中の登録者は12,096人、管理者は79人
2013年5月11日、100万項目を達成した。2018年10月1日、150万項目を達成した。

## 方針
ロシア語版ウィキペディアは、英語版と比較して多くの面で基本方針とガイドラインを強調している。各種規則は、英語版で見られるように柔軟に変更されてゆくべきものとは見なされていない。裁定委員会が存在し、記事内容に関する論争、利用者の投稿ブロック、記事の保護など多くの物事の解決に当たる。管理者権限の誤用は、容易に弾劾される。
ロシア語版はフェアユースを受容している。各言語版中で珍しい特徴の一つとしては、ロシア語版が人名のカテゴライズとリストアップを民族、宗教、性的指向に基づいて行っていることである。このようなカテゴリー付けは、他の多くの言語版では（それが人物の主たる活動と密接な関係にない限り）非推奨である。
ロシア語版ウィキペディアでは、記事の新造にBot（自動的に作業をするプログラム）が使用されている。
管理者は投票によって選ばれる。30人以上の投票者がおり、うち66%の支持があれば立候補は信任される。不活発な管理者（6ヶ月間に「削除」や「ブロック」といった管理者限定機能を25回未満しか使用しなかった者）は裁定委員会の権限により管理者権限を剥奪される。

## 歴史
ロシア語版ウィキペディアは2001年5月20日に創設された。これは非英語ウィキペディアの最初の創設ラッシュの最中であった（同時期にカタルーニャ語版、中国語版、オランダ語版、エスペラント版、フランス語版、ヘブライ語版、イタリア語版、日本語版、ポルトガル語版、スペイン語版、スウェーデン語版が創設されている）。
ロシア語版で最初に記事が編集されたのは同年5月24日で、その投稿は「ロシアは巨大な国である」という文面を含んでいた。続く編集は元の文を「ロシアは象（大きな耳と高い能力を持つ。マンモスも参照）の生息地である」というジョークに書き換えるものであった。
長い間、ロシア語版ウィキペディアの成長速度は遅々たるものであった（殊に、投稿者の一部がWikiZnanieに流れて以降はそうであった）が、2005年2月から2006年2月にかけての一年間でカタルーニャ語版、ブルガリア語版、ウクライナ語版、ヘブライ語版、ノルウェー語版、中国語版、エスペラント版、デンマーク語版の9言語版を凌駕した。
2006年および2007年に、ロシア語版ウィキペディアはルネト賞（ロシア政府の運営する賞である）の「科学と教育」部門を受賞した。
2012年以降、ロシア外国代理人規制法によって、寄付がアメリカを含めた海外から受けられない状況となった。

### 年表

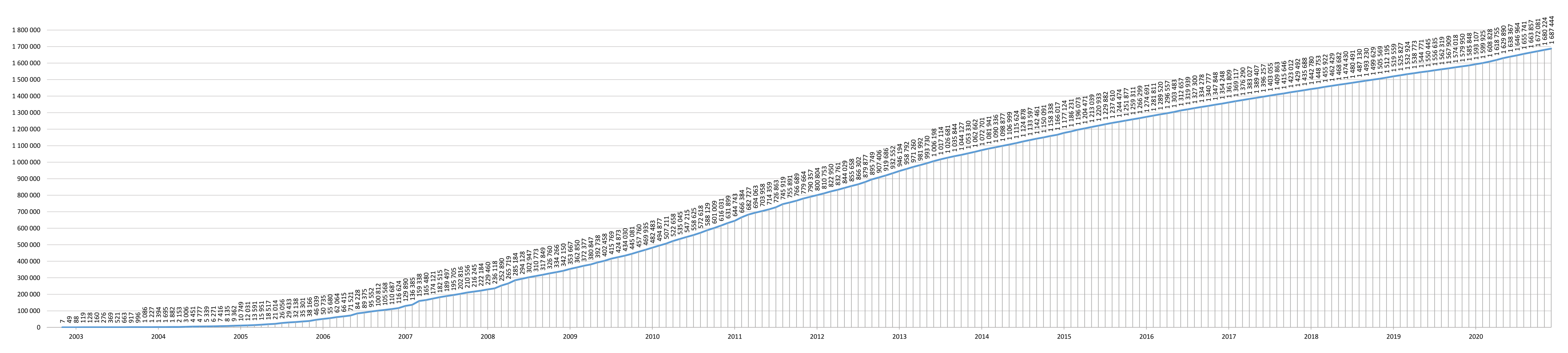
wikipediaロシア語版の記事数の推移

- 2002年11月7日 - メインページが作られた[8]。
- 2004年12月30日 - 1万項目を達成。
- 2005年12月23日 - 5万項目を達成。
- 2006年8月16日 - 10万項目を達成。
- 2006年11月29日 - 国立ルニェト賞の教育部門を受賞。
- 2007年3月10日 - 15万項目を達成。
- 2007年9月4日 - 20万項目を達成。
- 2007年11月27日 - 国立ルニェト賞の教育部門を受賞。
- 2008年3月17日 - 25万項目を達成。
- 2008年7月18日 - 30万項目を達成。
- 2009年1月22日 - 35万項目を達成。
- 2009年4月18日 - 38万項目を達成。
- 2009年6月16日 - 40万項目を達成。
- 2010年2月25日 - 50万項目を達成。
- 2011年12月10日 - 80万項目を達成。
- 2012年7月10日 - 改正情報法案に反対して24時間サービスを停止[9][10]。
- 2012年9月8日 - 90万項目を達成。
- 2013年5月11日 - 100万項目を達成[3]。
- 2018年10月1日 - 150万項目を達成した[3]。
- 2020年2月2日、160万項目を達成した
- 2021年2月17日、170万項目を達成した
- 2022年3月4日、180万項目を達成した
- 2024年9月18日、200万項目を達成した

## 記事の内訳
いくつかの大カテゴリを元に計算すると各分野の記事数は以下の通りである。
- 人名 - 4万5655
- 地名 - 2万4276
- 映画 - 1万1144
- 天体 - 7895
- 姓 - 2961
- 動物 - 2750

1万161の記事が、パブリックドメインにある古い百科事典"Энциклопедический словарь Брокгауза и Ефрона"（ブロックハウス・エフロン百科事典）を基にしている。

## 改正情報法案への抗議

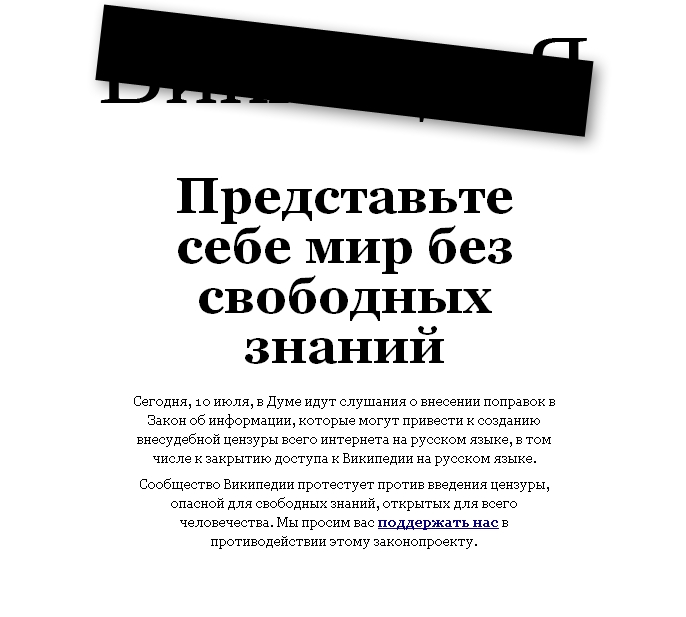
2012年7月10日のサービス停止中のロシア語版 Wikipedia のメインページ。「自由な知識のない世界を想像してみてください」と書かれている。

2012年7月10日、国家院（下院）で審議中の改正情報法案に、当局によるIPアドレスのリスト作成がインターネットの検閲に繋がるとして抗議し、24時間、閲覧サービスを停止した。
ロシア語版ウィキペディアのコミュニティは、以下のような声明を出している。

## ロシア当局による通信遮断
ロシア当局は、ロシア語版ウィキペディアのある記事に麻薬の製造方法が記されていたことを理由に、2015年8月25日にウィキペディアへのアクセスを遮断した。この遮断はロシアの地方裁判所の決定を根拠としており、当局が当該ページの削除を要請していたにもかかわらず、ロシア語版ウィキペディア側が記事の移動に止めたため実行された。当初、ウィキペディアを運営するウィキメディア財団は「われわれが変えさせることはできない」「あらゆるバックアップができている」と強い反発を見せたが、突然、当局に従い遮断はわずか1時間足らずで解除された。